# Schams Ferenc
Schams Ferenc (Leitmeritz, Csehország, 1780. december 2. – Lakipuszta, 1839. május 11.) csehországi származású szőlész, a szakszerű szőlőművelés úttörője Magyarországon.

## Életpályája
Csehországban született. Gyógyszerészeti tanulmányait a prágai egyetemen kezdte és 1803-ban Bécsben fejezte be. Nemsokára Magyarországra jött és Péterváradon telepedett le, ahol megvásárolt egy gyógyszertárat, amit azonban 1817-ben eladott. Ettől fogva gazdasággal és szőlészettel és azok irodalmával foglalkozott. Behatóan tanulmányozta Magyarország bortermelő vidékeit és elsőnek foglalkozott tudományosan a szőlészettel. 
Miután Pestre költözött, a  Mayerffy Ferenc által e célra átengedett 5 holdnyi területen a budai Sashegy alján berendezte Magyarország első szőlőiskoláját (amelyet haláláig vezetett). A szőlőket megyénként és fajonként gyűjtötte össze. A szőlőiskolát a Magyar Gazdasági Egyesület 1839-ben megvásárolta. Schams szerkesztette 1836 és 1839 között az első magyar szőlészeti és borászati folyóiratot Magyarország Bortermesztését ‘s Készítését Tárgyazó Folyóírás címen.  
A korabeli Pestet és Budát ismertető munkái a főváros történetének értékes forrásai. A Pallas nagy lexikona szerint Lakpusztán (Főherceglak, Baranya) hunyt el, 1839. május 11-én.

## Főbb művei
- Vollständige Beschreibung der königlichen Freystadt Pest in Ungern (Pest, 1821)
  - A magyarországi Pest szabad királyi városának teljes leírása 1821; ford. Óvári Csaba, Köröstárkány–Kápolnásnyék, Kárpátia Stúdió, 2022

- Vollständige Beschreibung der königl. freyen Hauptstadt Ofen in Ungern (Ofen, 1822)
  - A magyarországi Buda szabad királyi fővárosának teljes leírása 1822; ford. Óvári Csaba, Köröstárkány–Kápolnásnyék, Kárpátia Stúdió, 2022
- Képzetek a jószágoknak árendálása és kiárendálásáról Magyarországban (Pest, 1824)
- Magyarország szőlőmíveléséről. . . (Pest, 1830)
- Ungarns Weinbau…vollständiger Beschreibung sämtlicher berühmten Weingebirge des ungarischen Reiches. . . (I – II., Pest, 1832 – 33)
- Kritikai vizsgálódások a magyarországi szőlőtermesztés gáncsai és fogyatkozásai körül… (Pest, 1834)
- Magyarország bortermesztését 's készítését tárgyazó folyóírás (1-3. Buda, 1836)

## Lásd még
- Országos Magyar Gazdasági Egyesület